# 薄い本
薄い本（うすいほん）とは、同人誌、特に漫画・アニメーション・コンピューターゲームの成人向け二次創作同人誌を指す俗語（隠語）である。

## 概要
「同人誌」と呼ばれる自費刊行書籍の中でも、漫画・アニメーション・コンピューターゲームのいわゆる「オタク系（秋葉原系、秋葉系）」と通称される分野の二次創作作品は、概ねB5判程度の判型で、表紙を含め12～32ページ程度のものが多い。
いわゆる「オタク」と呼ばれるマンガ・アニメファンによる同人誌の刊行と同人誌即売会の開催が相次ぎ、制作者と読者との相互の交流が活発になるなど活性化してゆくに従い、同人誌の読者も増加。「同人誌」というものが旧来の「文学、小説、俳句、短歌の同好の士が発表の場を求めて自費で雑誌を刊行したもの」という辞書的な認識から「漫画・アニメ・ゲームの二次創作物を自費で刊行したもの」として、ごく狭い同好の士以外にも知られるようになった。すると、これらの同人誌に対し、商業漫画単行本に比べ高価な割りにページ数が少ないことから、「薄い本」という呼称が生まれたとされる。
用語自体はこれらの同人作品が「アニパロ」と通称されていた1980年代頃からあったとされている。ただし、「薄い本」という呼称が単純に「ページ数が少ないもの」「内容の薄いもの」を指すものではなく「特定の分野の二次創作、中でも成人向けの内容を持つもの」への俗称として広く用いられるようになったのは西暦2000年代以降である。
なお、「薄い本」という呼称を「二次創作、中でも成人向けの内容を持つもの」に対してのみ用いるか、「必ずしも成人向けの内容とは限定されない二次創作の同人誌全般」の意味で用いるかは人によって異なる。そのため、会話や文章の文脈上によっては発話者の意図したものとは異なる意味に受け取られることがある。